# Koszmosz–3 (hordozórakéta)
A Koszmosz–3 (GRAU-kódja: 11K65) szovjet hordozórakéta.

## Története
Az egyfokozatú R–14U közepes hatótávolságú interkontinentális ballisztikus rakétát egy második fokozattal látták el. Mindkét fokozata modernizált, nagyobb teljesítményű hajtóművet kapott. Rendszerbe állását követően 1966-1968 között segítségével állítottak pályára műholdakat.
Magassága 26,3, törzsátmérője 2,4 méter, induló tömege 107,5 tonna. Szállítható hasznos teher 1400 kilogramm. Fellövéseit a Bajkonuri űrrepülőtérről végezték. Első indítása 1966. november 16-án, az utolsó 1968. augusztus 27-én volt. Összesen 6 rakétát indítottak, 2 sikertelen volt.
A Koszmosz–3 rakétát gyorsan leváltotta a Koszmosz–3M (GRAU-kódja: 11K65M) – ami a Koszmosz–3 továbbfejlesztett változata, új második fokozattal és megbízhatóbb vezérlőrendszerrel ellátva.

## 1. fokozat
Rakétatörzs az R–14 rakétateste. Folyékony hajtóanyagú motorja, egy darab RD–216 típus, teljesítménye 1740 kN, működési idő 130 másodperc. Hajtóanyaga HNO3/UDMH.

## 2. fokozat
Rakétatörzs az S3 rakétateste. Folyékony hajtóanyagú motorja, egy darab 11D49 típus, teljesítménye 156 kN, működési idő 375 másodperc. Hajtóanyaga HNO3/UDMH.